# Druga Slovenska Nogometna Liga 2007/08
Die Druga Slovenska Nogometna Liga 2007/08 war die 17. Spielzeit der zweithöchsten slowenischen Spielklasse im Männerfußball. Sie begann am 12. August 2007 und endete am 31. Mai 2008.

## Modus
Die 10 Mannschaften spielten jeweils dreimal gegeneinander. Der Meister stieg direkt auf, der Zweitplatzierte konnte über die Relegation in die ersten Liga aufsteigen. Die letzten zwei Vereine stiegen ab.

## Vereine
| Verein                     | Stadt           |
| -------------------------- | --------------- |
| NK Bela krajina            | Črnomelj        |
| NK Aluminij                | Kidričevo       |
| NK Triglav Gorenjska Kranj | Kranj           |
| SC Bonifika                | Izola           |
| NK Posavje Krško           | Krško           |
| ND Mura 05                 | Murska Sobota   |
| NK Krka                    | Novo mesto      |
| NK Rudar Velenje           | Velenje         |
| NK Zagorje                 | Zagorje ob Savi |
| NK Zavrč                   | Zavrč           |

## Abschlusstabelle
| Pl. | Verein                     | Sp. | S  | U | N  | Tore    | Diff. | Punkte |
| --- | -------------------------- | --- | -- | - | -- | ------- | ----- | ------ |
| 1.  | NK Rudar Velenje           | 27  | 15 | 5 | 7  | 070:310 | +39   | 50     |
| 2.  | SC Bonifika                | 27  | 12 | 7 | 8  | 044:290 | +15   | 43     |
| 3.  | NK Bela krajina (A)        | 27  | 12 | 7 | 8  | 040:300 | +10   | 43     |
| 4.  | NK Aluminij                | 27  | 12 | 5 | 10 | 039:300 | +9    | 41     |
| 5.  | ND Mura 05                 | 27  | 10 | 7 | 10 | 031:420 | −11   | 37     |
| 6.  | NK Krško                   | 27  | 9  | 9 | 9  | 033:420 | −9    | 36     |
| 7.  | NK Zavrč (N) 1             | 27  | 10 | 6 | 11 | 036:350 | +1    | 36     |
| 8.  | NK Zagorje                 | 27  | 9  | 8 | 10 | 043:450 | −2    | 35     |
| 9.  | NK Triglav Gorenjska Kranj | 27  | 10 | 5 | 12 | 036:400 | −4    | 35     |
| 10. | NK Krka (N)                | 27  | 4  | 5 | 18 | 023:710 | −48   | 17     |

Platzierungskriterien: 1. Punkte – 2. Direkter Vergleich (Punkte, Tordifferenz, geschossene Tore) – 3. Tordifferenz – 4. geschossene Tore

| (A) – Absteiger aus der Slovenska Nogometna Liga 2006/07 |
| (N) – Neuaufsteiger aus der Tretja Nogometna Liga        |

## Relegation
Aufstieg
Die Spiele fanden am 4. und 8. Juni 2008 statt.
|               | Gesamt |             | Hinspiel | Rückspiel |
| ------------- | ------ | ----------- | -------- | --------- |
| NK Drava Ptuj | 2:1    | SC Bonifika | 2:0      | 0:1       |

Beide Vereine blieben in ihren jeweiligen Ligen.